# Château-Landon
Château-Landon é uma comuna francesa localizada na região administrativa da Île-de-France, no departamento Sena e Marne. A comuna possui 3314 habitantes segundo o censo de 1990.